# گیلیوی
گیلیوی (روسی: Гилю́й) یک رودخانه در استان آمور کشور روسیه است.